# 파라인사비나
파라인사비나(이탈리아어: Fara in Sabina)는 이탈리아 라치오주 리에티도에 위치한 코무네다. 로마로부터 북동쪽 40km, 리에티로부터 남서쪽 25km 거리에 있다.

## 자매 도시
- 이탈리아 몬텔루포피오렌티노
- 이탈리아 산타비토리아인마테나노
- 프랑스 빌뮈르쉬르타른